# Kalvefedning
Kalvefedning er en dansk dokumentarfilm fra 1957 efter manuskript af H. Wenzel Eskedal, S. Klausen og Susanne Lauridsen.

## Handling
Filmen gennemgår forhold af interesse for produktionen af fedekalve: velbyggede, sunde dyr, rigtig fodring, færdigfedning før slagtning osv.